# Fiera del libro di Hong Kong

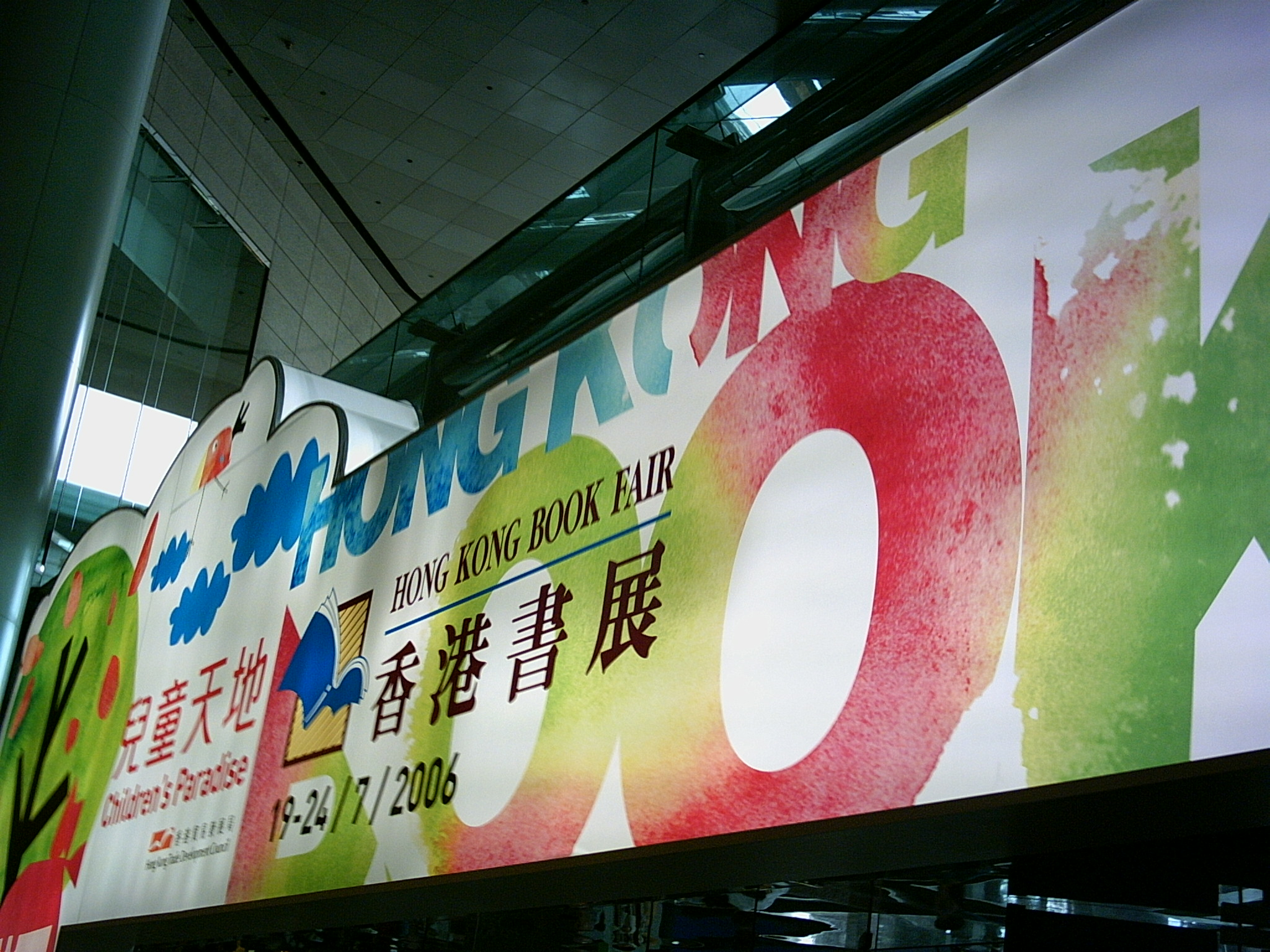
Cartellone della Fiera del Libro di Hong Kong

La Fiera del libro di Hong Kong è una fiera del libro, nata nel 1990, organizzata dal Consiglio per lo sviluppo commerciale di Hong Kong, che si svolge solitamente a metà luglio all'Hong Kong Convention and Exhibition Center.
È una delle maggiori fiere per numero di visitatori, mentre per numero di espositori resta nettamente lontana dai numeri della Fiera del libro di Francoforte ed a quelli delle altre principali fiere europee, come il Salone del libro di Parigi e la Fiera del Libro di Torino.
I libri in vendita sono in diverse lingue, tra i quali il cinese, l'inglese e il giapponese.

## Storia
La prima edizione, organizzata dalla Hong Kong Publishing Federation, si tenne nel luglio 1990 presso il municipio di Hong Kong. La durata era di quattro giorni, gli espositori erano 149 e i visitatori furono 200.000.
Dalla seconda edizione in poi la fiera si è svolta presso l'Hong Kong Convention and Exhibition Center.
Nel corso degli anni la durata dell'esposizione è cresciuta fino a sette giorni. Espositori e visitatori sono aumentati costantemente, arrivando rispettivamente a oltre 500 e a 900.000 nell'edizione 2009.
La prossima edizione si terrà a luglio 2010.